# Сињељникове
Сињељникове (укр. Синельникове) град је Украјини у Дњипропетровској области. Према процени из 2024. у граду је живело 27.259 становника.

## Становништво
Према процени, у граду је 2012. живело 31.553 становника.
| 1979.  | 1989.  | 2001.  | 2012.  |
| ------ | ------ | ------ | ------ |
| 34.291 | 37.807 | 32.302 | 31.553 |